# Conjugación

En idioma español las conjugaciones varían según el tiempo y aspecto: pretérito perfecto (1.ª columna), presente simple (2.ª columna) y futuro simple (3.ª columna); según el modo (aquí todos en indicativo), voz (todos en activa) y según la persona y número (las 6 filas horizontales).

La conjugación verbal o flexión verbal es el conjunto de las formas de un verbo según las categorías de persona, número, tiempo, aspecto, modo, voz, etc. (aunque no todas las lenguas del mundo incluyen todas estas categorías, pudiendo faltar alguna). A veces al conjunto de estas formas se le llama también paradigma verbal, siendo la flexión o conjugación verbales  el conjunto de reglas que permiten construir dicho paradigma.

## Categorías gramaticales del verbo
Cada forma concreta dentro de la conjugación o paradigma del verbo representa una asignación de cada una de las categorías gramaticales del verbo. Un morfema verbal puede representar una o más de estas categorías. Así en las lenguas aglutinantes cada morfema verbal suele marcar o representar el valor de una sola categoría, aunque en las lenguas fusionantes es común que un solo morfema realice o represente simultáneamente varias categorías. En las lenguas del mundo las categorías más frecuentes marcadas en las formas verbales son:
- El tiempo gramatical: que sirve para situar la predicación verbal en relación con el tiempo actual (tiempo absoluto) o a otras predicaciones verbales (tiempo relativo).
- El aspecto gramatical: que sirve para indicar si la predicación verbal de la que se habla es un proceso acabado o inacabado.
- El modo gramatical: que incluye un amplio conjunto de aspectos gramaticales diferentes.
- La persona gramatical: que marca la referencia de alguno de los intervinientes en la predicación verbal. En las oraciones de significado pasivo o estativo, el referente suele ser un tema o paciente de la acción verbal, en las oraciones activas transitivas qué interviniente recibe cada marca de persona depende de la voz gramatical. Es común que el verbo marque al menos dos en verbos transitivos(sujeto/objeto o A/P). Además, en muchas lenguas del mundo los verbos tienen formas específicas para marcar el número gramatical y el género gramatical de alguna de las personas gramaticales.

El proceso de conjugación {\displaystyle \mathbf {C} } puede entenderse como una función definida sobre el conjunto del lexicón de verbos {\displaystyle {\mathcal {L}}_{v}} y las categorías gramaticales que para cada verbo y cada combinación de valores de las categorías da una forma concreta.

{\displaystyle \mathbf {C} :{\mathcal {L}}_{v}\times {\mathcal {C}}_{m}\times {\mathcal {C}}_{t}\times \ldots \times {\mathcal {C}}_{p}\to {\mbox{Paradigma}}}

Donde {\displaystyle {\mathcal {C}}_{m},{\mathcal {C}}_{t},...,{\mathcal {C}}_{p}} se refieren a posibles valores de las categorías de modo, tiempo,... o persona en una lengua concreta. Por ejemplo, en español el esquema anterior permitiría analizar diversas formas del verbo "decir".

{\displaystyle {\begin{matrix}{\mbox{decir}},&{\mbox{IND}},&{\mbox{1.ª p. sing.}}&{\mbox{PRE}}&\varnothing &\mapsto &{\mbox{digo}}\\{\mbox{decir}},&{\mbox{IND}},&{\mbox{3.ª p. plu.}}&{\mbox{PRE}}&\varnothing &\mapsto &{\mbox{dicen}}\\{\mbox{decir}},&{\mbox{IND}},&{\mbox{1.ª p. plu.}}&{\mbox{FUT}}&\varnothing &\mapsto &{\mbox{diremos}}\\{\mbox{decir}},&{\mbox{IND}},&{\mbox{1.ª p. plu.}}&{\mbox{FUT}}&{\mbox{3.ª p. sing. OI}}&\mapsto &{\mbox{le diremos}}\\{\mbox{decir}},&{\mbox{IND}},&{\mbox{3.ª p. sing.}}&{\mbox{PAS}}&{\mbox{3.ª p. sing. OD}}&\mapsto &{\mbox{lo dijo}}\end{matrix}}}

En este ejemplo, todas las conjugaciones de este verbo son irregulares; esto se debe en parte a que decir deriva de un verbo latino que ya era irregular, dīcō.

## Concordancia gramatical
En muchas lenguas las formas del verbo varían de acuerdo a la persona gramatical, es decir, en muchas lenguas la categoría persona es una de las formas que intervienen en la selección de la forma fonológica del verbo. En muchas lenguas, como la mayor parte de lenguas indoeuropeas la forma verbal tiene concordancia gramatical con la persona del sujeto gramatical. Sin embargo, existen algunas lenguas como el húngaro, el náhuatl o el euskera donde el verbo también tiene concordancia con el objeto gramatical, es decir, una forma verbal finita presenta doble concordancia (una con el sujeto y otra con el objeto).

## La conjugación en español
En español se pueden combinar los distintos morfemas para formar verbos conjugados por modo gramatical, tiempo, número, persona gramatical, aspecto gramatical; en lenguas clásicas (latín y griego) también por voz pasiva, media en griego, y activa; otras lenguas, como el inglés, tienen una conjugación muy simple. 
Todos los verbos en español se pueden conjugar en tres tiempos: pasado, presente y futuro. Algunos verbos son defectivos y no admiten ciertos modos verbales, por ejemplo, querer y parecer no admiten imperativo por razones semánticas. [cita requerida]
Ej.: en el verbo conjugado «corríamos» se ve la conjugación de:
- modo (indicativo)
- tiempo (pretérito imperfecto o copretérito)
- número (plural) y (singular)
- persona (primera persona)

El verbo conjugado "corríamos" estaría formado de la raíz correr más sus morfemas flexivos verbales -íamos que se llama desinencia.

### Formas personales y no personales

#### Formas personales del verbo
Las formas personales del verbo son aquellas que incluyen persona gramatical (1.ª, 2.ª o 3.ª) y en español coinciden con las formas finitas, es decir, las que tienen tiempo gramatical. En español todas las formas del paradigma verbal son personales salvo el infinitivo, el gerundio y el participio.

#### Formas no personales del verbo
Las formas no personales, que en español y en otras lenguas coinciden con las formas no finitas, son formas del paradigma que no incluyen la categoría de persona, es decir, en las que la categoría de persona no es relevante para su conjugación debido a que no requieren un sujeto (ni implícito ni explícito). En muchas lenguas se clasifican estas formas en tres grupos según su valor funcional:
- Infinitivos, que generalmente tienen un valor nominal, es decir, cuando funcionan dentro de la oración. Los infinitivos también pueden aparecer como parte del sintagma verbal. En español el infinitivo se reconoce por las terminaciones -ar, -er, -ir.
- Gerundios, que tienen valores adverbiales; en español tienen la terminación -ndo.
- Participios, que tienen valores adjetivales, en español flexionan por género y número como cualquier adjetivo y sus terminaciones son -ado, -ido en masculino singular.

### Variantes regionales
Las variantes regionales que afectan a la conjugación del verbo en español siempre están relacionadas con la segunda persona gramatical:
- El voseo consiste en el uso del pronombre vos y sus formas verbales y pronominales asociadas para referenciar la segunda persona singular. Contrasta con el uso del pronombre tú y sus formas asociadas. El pronombre vos y sus formas verbales originalmente afectaban en español antiguo a la segunda persona del plural, y no del singular. El voseo es común en varios países y regiones de la América hispanohablante y tiene diversas variaciones según cada zona.

- El uso de vosotros y sus formas verbales y pronominales asociadas, hoy en día son exclusivo de la España peninsular, y de hablantes no nativos como los de Guinea Ecuatorial y los saharauis; [cita requerida] en todos los restantes países no hay formas propias de segunda persona del plural, sino que lo que se usa para dirigirse a varios oyentes es solo el pronombre ustedes y sus formas de tercera persona.